# Índex de preus
Un índex de preus és un nombre índex calculat a partir dels preus i quantitats (venudes, comprades, produïdes) en una zona geogràfica en un període. És un estadístic emprat per comparar com els preus de béns o serveis canvien al llarg del temps o d'un lloc a un altre. El més utilitzat és l'Índex de preus al consum, que mesura com evoluciona la despesa d'una família mitjana. Un altre d'aquests índexs és el deflactor del PIB, o Índex de Paasche (esmentat més avall).

## Història dels primers índexs de preus
No hi ha un consens clar sobre qui va crear el primer índex de preus. La primera recerca documentada va ser la del gal·lès Rice Vaughan, que estudià els canvis en el nivell dels preus en el seu llibre de 1675  A Discourse of Coin and Coinage. Arxivat 2016-04-13 a Wayback Machine. Vaughan volia separar l'impacte inflancionari dels metalls preciosos portats del Nou Món pels espanyols, de l'efecte causat per la degradació en la llei de les amonedacions. Per fer-ho, formulà el raonament que el sou bàsic dels treballadors probablement permetria adquirir la mateixa quantitat de béns al llarg dels anys, de manera que el sou d'un treballador equivaldria a un cistell de productes. Comparà els sous de la seva època amb els que s'havien pagat en temps tan allunyats com els d'Eduard III d'Anglaterra, i conclogué que el nivell dels preus a Anglaterra havia pujat d'un 600 a un 800 per cent en el segle precedent.
Per bé que en Vaughan pot ser considerat un pioner en la recerca d'un índex de preus, en la seva anàlisi no arribà a calcular-ne cap. En l'any 1707 l'anglès William Fleetwood creà potser el primer índex de preus autèntic. Un estudiant d'Oxford li havia demanat com havien canviat els preus, perquè s'arriscava a perdre una beca a causa d'una disposició del segle quinze que fixava que els beneficiaris d'una beca havien de guanyar menys de cinc lliures anuals per poder-ne gaudir. Fleetwood, que ja tenia interès en el tema dels preus, havia estat aplegant una gran col·lecció de dades que es remuntava a segles enrere, i proposà un índex de preus relatius mitjans. La seva demostració, que el valor de cinc lliures havia canviat extraordinàriament en el decurs de 260 anys, va ser publicada anònimament en un llibre titulat Chronicon Preciosum.

## Càlcul dels índexs de preus
Donat un conjunt {\displaystyle C} de béns o serveis, el valor total de mercat de les transaccions {\displaystyle C} en un període donat {\displaystyle t} seria:
{\displaystyle \sum _{c\,\in \,C}(p_{c,t}\cdot q_{c,t})}
on
{\displaystyle p_{c,t}\,} representa el preu normal de {\displaystyle c} en el període {\displaystyle t}
{\displaystyle q_{c,t}\,} representa la quantitat de {\displaystyle c} venuda en el període {\displaystyle t}
Si, al llarg de dos períodes temporals diferents {\displaystyle t_{0}} i {\displaystyle t_{n}}, la mateixa quantitat d'un bé o d'un servei va ser venuda a preus diferents, aleshores
{\displaystyle q_{c,t_{n}}=q_{c}=q_{c,t_{0}}\,\forall c}
i
{\displaystyle P={\frac {\sum (p_{c,t_{n}}\cdot q_{c})}{\sum (p_{c,t_{0}}\cdot q_{c})}}}
seria una mesura raonable del preu del conjunt en un període en relació amb el de l'altre, i proporcionaria un índex que mesuraria de forma general els preus basant-se en les quantitats venudes.
És clar que, per a finalitats pràctiques, les quantitats adquirides són rarament les mateixes en dos períodes estudiats qualssevol. Per això, aquesta fórmula no és gaire pràctica com a índex de preus.
Hom podria sentir-se temptat a modificar-la lleugerament i fer-la
{\displaystyle P={\frac {\sum (p_{c,t_{n}}\cdot q_{c,t_{n}})}{\sum (p_{c,t_{0}}\cdot q_{c,t_{0}})}}}
Aquest nou índex, malauradament, no permet separar el creixement o la disminució en la quantitat venuda, dels canvis de preus. Vegem-ho amb un exemple: si els preus es doblen entre {\displaystyle t_{0}} i {\displaystyle t_{n}} la quantitat romany la mateixa i {\displaystyle P} es doblarà; però què passarà si les "quantitats" es doblen entre {\displaystyle t_{0}} i {\displaystyle t_{n}} mentre els "preus" no varien? {\displaystyle P} també és el doble. En ambdós casos, el canvi en {\displaystyle P} és idèntic. D'aquesta forma, {\displaystyle P} és tant un índex de preus com un índex de quantitats i, en conseqüència, gens útil per al càlcul de preus. Per a compensar aquesta dificultat, els teòrics de l'economia han proposat diversos índexs alternatius:

### Índex de Paasche
Elaborat per l'economista alemany Hermann Paasche, té com a fórmula:
{\displaystyle IP_{P}={\frac {\sum _{i}p_{1i}q_{1i}}{\sum _{i}p_{0i}q_{1i}}}}
on {\displaystyle IP} és l'índex de preus, {\displaystyle p_{0i}} i {\displaystyle q_{0i}} els preus i quantitats de l'article {\displaystyle i} en el període inicial o període base, i {\displaystyle p_{1i}} i {\displaystyle q_{1i}} aquests mateixos en el període posterior que estem analitzant.
Es podria resumir d'aquesta manera
{\displaystyle {\frac {Preusnous\times Quantitatsnoves}{Preusvells\times Quantitatsnoves}}}
A aquest índex també se l'anomena deflactor del PIB.
{\displaystyle Deflactor={\frac {PIB_{Nominal}}{PIB_{Real}}}}

### Índex de Laspeyres
L'índex de Laspeyres (per Étienne Laspeyres, un altre economista alemany), es calcula mitjançant la fórmula següent:
{\displaystyle IP_{L}={\frac {\sum p_{1}q_{0}}{\sum p_{0}q_{0}}}}
on {\displaystyle IP} és l'índex de preus, {\displaystyle p_{0}} i {\displaystyle q_{0}} són els preus i quantitats en el període inicial o base, i {\displaystyle p_{1}} i {\displaystyle q_{0}} els mateixos per al període posterior que és l'objectiu de l'anàlisi.
Podríem dir:
{\displaystyle {\frac {Preusnous\times Quantitatsvelles}{Preusvells\times Quantitatsvelles}}}
Aquest índex sobrevalora sistemàticament la inflació, mentre que l'índex de Paasche la infravalora.

### Índex de Fisher
Un tercer índex, l'índex de Fisher (per Irving Fisher, un economista estatunidenc), intenta pal·liar el problema de la valoració de la inflació. Aquest índex es basa en una fórmula derivada de les dues anteriors, i en calcula la mitjana geomètrica:
{\displaystyle \Delta P_{F}={\sqrt {\Delta P_{P}\cdot \Delta P_{L}}}}

### Índex de Marshall-Edgeworth
Formulat per l'economista anglès Alfred Marshall i l'irlandès Francis Ysidro Edgeworth, intenta superar els problemes d'infravaloració i sobrevaloració de Paasche i Laspeyres emprant les mitjanes matemàtiques de les quantitats:
{\displaystyle P_{ME}={\frac {\sum [p_{c,t_{n}}\cdot {\frac {1}{2}}\cdot (q_{c,t_{0}}+q_{c,t_{n}})]}{\sum [p_{c,t_{0}}\cdot {\frac {1}{2}}\cdot (q_{c,t_{0}}+q_{c,t_{n}})]}}={\frac {\sum [p_{c,t_{n}}\cdot (q_{c,t_{0}}+q_{c,t_{n}})]}{\sum [p_{c,t_{0}}\cdot (q_{c,t_{0}}+q_{c,t_{n}})]}}}

## Exemples de càlcul
Prenem una Cistella de preus i consums imaginària:
|         | 2000 (Data inicial, 0) | 2000 (Data inicial, 0) | 2009 (Data final, t) | 2009 (Data final, t) |
| Preu    | Consum                 | Preu                   | Consum               |                      |
| ------- | ---------------------- | ---------------------- | -------------------- | -------------------- |
| Premsa  | 4,-                    | 10                     | 5,-                  | 7                    |
| Pizza   | 5,-                    | 4                      | 6,-                  | 3                    |
| Cinema  | 8,-                    | 2                      | 12,-                 | 1                    |
| Cervesa | 0,60                   | 10                     | 1,-                  | 8                    |

Aquesta cistella imaginària consta de quatre articles amb els corresponents preus i consums. Com s'hi mostra, els preus han evolucionat en el període 2000-2009, així com les preferències de consum dels consumidors.

### Índex de Paasche
{\displaystyle I_{PA}^{P}={\frac {\sum _{i=1}^{n}p_{i}^{t}\cdot q_{i}^{t}}{\sum _{i=1}^{n}p_{i}^{0}\cdot q_{i}^{t}}}={\frac {{\color {Red}5}\cdot {\color {Blue}7}+{\color {Red}6}\cdot {\color {Blue}3}+{\color {Red}12}\cdot {\color {Blue}1}+{\color {Red}1}\cdot {\color {Blue}8}}{{\color {Red}4}\cdot {\color {Blue}7}+{\color {Red}5}\cdot {\color {Blue}3}+{\color {Red}8}\cdot {\color {Blue}1}+{\color {Red}0,60}\cdot {\color {Blue}8}}}={\frac {73}{55,8}}=1,30{\underline {8}}}
Resultat = Prenent 100 com a valor de l'any base 2000, el valor de la cistella l'any 2009 serà de 130,8 (ço és, un augment del 30,8%). La cistella del 2009 és a la del 2000 com 1,308 a 1.

### Índex de Laspeyres
{\displaystyle I_{LA}^{P}={\frac {\sum _{i=1}^{n}p_{i}^{t}\cdot q_{i}^{0}}{\sum _{i=1}^{n}p_{i}^{0}\cdot q_{i}^{0}}}={\frac {{\color {Red}5}\cdot {\color {Blue}10}+{\color {Red}6}\cdot {\color {Blue}4}+{\color {Red}12}\cdot {\color {Blue}2}+{\color {Red}1}\cdot {\color {Blue}10}}{{\color {Red}4}\cdot {\color {Blue}10}+{\color {Red}5}\cdot {\color {Blue}4}+{\color {Red}8}\cdot {\color {Blue}2}+{\color {Red}0,60}\cdot {\color {Blue}10}}}={\frac {108}{82}}=1,31{\underline {7}}}
Resultat = Prenent 100 com a valor de l'any base 2000, el valor de la cistella l'any 2009 serà de 131,7 (ço és, un augment del 31,7%). La cistella del 2009 és a la del 2000 com 1,317 a 1.

### Índex de Fischer
Treu la mitjana geomètrica dels dos índexs anteriors:
{\displaystyle I_{FI}^{P}={\sqrt {I_{LA}^{P}\cdot I_{PA}^{P}}}={\sqrt {1,31{\underline {7}}\cdot 1,30{\underline {8}}}}=1,312{\dot {7}}}

### Índex de Marshall-Edgeworth
{\displaystyle I_{ME}^{P}={\frac {\sum _{i=1}^{n}p_{i}^{t}\cdot (q_{i}^{t}\cdot +q_{i}^{0})}{\sum _{i=1}^{n}p_{i}^{0}\cdot (q_{i}^{t}\cdot +q_{i}^{0})}}={\frac {{\color {Red}5}\cdot ({\color {Blue}10}+{\color {Blue}7})+{\color {Red}6}\cdot ({\color {Blue}4}+{\color {Blue}3})+{\color {Red}12}\cdot ({\color {Blue}2}+{\color {Blue}1})+{\color {Red}1}\cdot ({\color {Blue}10}+{\color {Blue}8})}{{\color {Red}4}\cdot ({\color {Blue}10}+{\color {Blue}7})+{\color {Red}5}\cdot ({\color {Blue}4}+{\color {Blue}3})+{\color {Red}8}\cdot ({\color {Blue}2}+{\color {Blue}1})+{\color {Red}0,6}\cdot ({\color {Blue}10}+{\color {Blue}8})}}={\frac {181}{137,8}}=1,31{\underline {3}}}